# Webling (Graz)
Webling ist eine Katastralgemeinde im 16. Grazer Stadtbezirk Straßgang. Kleinere Teile ragen in den 17. Bezirk Puntigam.

## Geographie
Webling umfasst den nördlichen Teil des Bezirks Straßgang und grenzt im Norden an Wetzelsdorf, sowie im Osten an Gries und Rudersdorf. Im Westen des Stadtteils bildet der südliche Teil des Plabutsch-Buchkogel-Zuges die Stadtgrenze und trennt Graz von Hitzendorf. Vom Bogen Buchkogel-Bockkogel-Florianiberg umrahmt liegt die Weblinger Bucht – auch Bucht von Kehlberg – die mit tonigen Ablagerungen des Tortons, Sarmats und Unterpannons gefüllt und teilweise mit pleistozänem Staubsand bedeckt ist.

## Bauten
Der hügelige Westen hat als markanteste Bauwerke das Schloss St. Martin mit seiner freistehenden Schlosskirche. Weiter im Osten befindet sich der Komplex des ehemaligen Wagner-Jauregg-Spitals (nunmehr LKH Graz II Standort Süd), der noch etliche Gebäude aus der Zeit um 1900 aufweist. Dazu gehört auch eine Badeanlageauf der anderen Seite der Bahngleise, die schon zum Bezirk Puntigam gehört, und wie die älteren Gebäude des Spitalkomplexes unter Denkmalschutz steht.

## Verkehr
Die Grazer Ring Straße, die hier als Weblinger Gürtel bezeichnet wird und die Packer Straße, die Kärntner Straße genannt wird, bilden das Rückgrat. Beide führen zum Verteilerkreis Webling und stellen damit den Anschluss an die A9 (Pyhrn Autobahn)  dar.
Über die Haltestelle Graz Webling der Köflacherbahn ist Webling an das Bahnnetz angeschlossen und mit dem Grazer Hauptbahnhof verbunden. In der Katastralgemeinde liegt auch der Bahnhof Graz Puntigam.
Direkt an den Verteilerkreis Webling angeschlossen befindet sich der P+R Webling, ein kostenloser Park and Ride-Platz mit 219 PKW-Stellplätzen und Anbindung an die öffentlichen Verkehrsmittel in Form der Stadtbuslinie 32 und der S-Bahn-Linien S61/S7 bei der rund 600 Meter entfernten Bahnhaltestelle Graz Webling.